# ヘブライ語版ウィキペディア
ヘブライ語版ウィキペディア（ヘブライごばんウィキペディア、ויקיפדיה העברית）は、ウィキメディア財団が運営する多言語オンライン百科事典プロジェクト「ウィキペディア」のヘブライ語版である。2013年12月10日現在で、記事総数は152,770項目。

## 略歴
- 2003年7月8日: 発足。
- 2003年10月25日: 記事総数1,000項目達成。
- 2004年7月22日: ヘブライ語版のウィキペディアンの第1回ミーティングがイスラエルのテルアビブで開催。
- 2004年9月:記事総数10,000項目を達成[1]。
- 2004年9月20日:「カザフスタンの国旗」のヘブライ語版が、全言語版のウィキペディアの中で1,000,000項目目の記事となる。
- 2005年5月: 記事総数20,000項目達成。
- 2006年7月: 記事総数40,000項目達成。
- 2006年12月24日: 記事総数50,000項目達成。
- 2007年7月: 記事総数60,000項目達成。

## 特徴
歴史、特にユダヤ人やユダヤ教、イスラエルの歴史、政治、経済、社会、文化に関する項目が充実している。記事にはよく、執筆者によるオリジナルの画像が添付されていることもある。
2006年、エレフ・ミリーム・プロジェクト （1000語プロジェクト）が発足した。このプロジェクトはウィキペディアで自由に使用できる画像を充実させることを目的としている。2007年からは、このプロジェクトの一環として、イスラエルのウィキペディアン達が国内の様々な場所の写真撮影をするためにグループで旅行をしている。撮影された画像は、ヘブライ語版ウィキペディアのコミュニティー内で自由に使用できるように提供されている。なお、ヘブライ語版のウィキペディアの各ページにおいて記載されている他言語版の一番上は原則として英語である。

## 他言語版との比較
2006年7月、ヘブライ語版ウィキペディアは、記事総数が20,000項目以上の全ての言語版の中で、1つの項目（記事）あたりのバイト数が最も多い版となった。
また記事の削除に関してはユーザーによる投票制が採用されており、最少投票者数の設定なしで55%以上の賛成票により記事が削除される。このような投票には、登録後1ヶ月以上が経過したログインユーザーで、過去90日の間に記事、画像、カテゴリ、テンプレートなどの編集を少なくとも100回以上行った者のみが参加できることになっている。